# Girolamo Ticciati

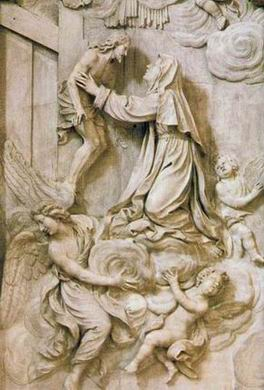
Santa Caterina de' Ricci che abbraccia il crocifisso, Prato, basilica di Santa Caterina de' Ricci

Girolamo Ticciati (1676 – 1744) è stato uno scultore e architetto italiano di scuola fiorentina.

## Vita
Pupillo del fiorentino Giovan Battista Foggini, frequentò l'Accademia Toscana Granducale a Roma. Nel 1708 si trasferì a Vienna dove divenne lo scultore e l'architetto alla corte imperiale. In seguito rientrò a Firenze.

## Opere

### Architetture
- Oratorio del Santissimo Crocifisso (Borgo San Lorenzo)
- Basilica dei Santi Vincenzo e Caterina de' Ricci (Prato), insieme a Giovan Battista Bettini.

### Sculture
- Monumento funebre di Galileo Galilei (Firenze, Santa Croce), insieme a Vincenzo Foggini.
- Fra' Giovanni da Salerno (Firenze, chiostro di Santa Maria Novella), 1735
- Arcangelo Raffaello e San Giovanni di Dio in atto di soccorrere un povero (Firenze, Ospedale di San Giovanni di Dio, atrio), 1738
- Gloria di San Giovanni Battista (Firenze, Battistero di San Giovanni,1732) ora nel Museo dell'Opera del Duomo)
- Architettura, Apologia dei Medici (bassorilievo) e Tondi coi principali esponenti di Casa Medici (Firenze, Palazzo Rinuccini), 1730 circa
- San Pietro (San Piero a Sieve, pieve di San Pietro)
- Verità come fanciullo nudo (Victoria and Albert Museum di Londra)
- Bassorilievi (Prato, chiesa di Santa Caterina de' Ricci)
- Busto di Clemente XII (Firenze, Cappella Corsini di Santo Spirito, da San Gaggio)

## Scritti
- Notizie dell'Accademia del Disegno della Città di Firenze dalla sua fondazione fino all'anno 1739 raccolte da Girolamo Ticciati Provveditore e alla medesima dedicate